# Ridge Racer 3D
Ridge Racer 3D (リッジレーサー3D?, Rijji Rẽsā Surī Dī) è un simulatore di guida per Nintendo 3DS, pubblicato e sviluppato dalla Namco Bandai Games. Le prime immagini del gioco sono state trapelate all'inizio del novembre 2010 e la Namco stessa ha confermato che il videogioco sarebbe stato pubblicato più tardi nel 2011. In seguito si è scoperto che era un titolo di lancio, ed è stato pubblicato in Giappone il 26 febbraio 2011 e in Nord America il 22 marzo 2011, cinque giorni prima del lancio dello stesso Nintendo 3DS in quella regione. Ridge Racer 3D è stato anche distribuito in Europa il 25 marzo e in Australia il 31 marzo.